# Wasiuczyn
Wasiuczyn (ukr.  Васючин) – wieś na Ukrainie w rejonie iwanofrankiwskim.
Do 17 lipca 2020 r. w rejonie rohatyńskim obwodu iwanofrankiwskiego.